# Сијамска риба борац
Сијамска риба борац (лат. Betta splendens) је врста рибе из рода бета.

## Станиште
Насељава воде Тајланда, Камбоџе, Вијетнама и Малаје. Због тога што јој се станиште налази на Тајланду, који се некада називао Сијам, добила је свој назив.

## Карактеристике
Достиже дужину од шест центиметара. Уочљив је полни диморфизам; сва пераја, осим подрепног, код мужјака су дужа и шира, некада и знатно, од пераја код женке.

## Узгој
Акваристи, све до мреста, узгајају сваку јединку у посебним акваријумима. Мресни акваријум би требало да буде капацитета најмање три, па до шест литара. Услови који су још потребни су мирна вода, већа влажност ваздуха изнад ње и одговарајући број плутајућих биљака. Оне служе за сакривање женкама, јер је у току мреста мужјак толико агресиван да их може и усмртити. Такође, вода мора да буде загрејана до 30 °, а  треба да буде неутралан. Однос полова треба да буде 1:1. Када се јаја промера 0,8 мм оплоде, она падају на дно. Међутим, оба родитеља их устима утискују у гнездо које је мужјак претходно направио на површини воде од мехурића ваздуха. Акваристи одмах након тога одвајају женку, а када се рибе излегу, онда и мужјака. Млади се хране најпре ларвама рачића, а потом и тубифексом. Адулти се хране сличном храном, али и другим, за акваристе мање значајним рибицама, па и струганом говедином и куваним јајима.

## Стандарди
За оцењивање ове врсте не постоје међународни стандарди, али су одгајивачи успоставили сопствене, посебно у погледу мужјака. Да би задовољио стандард, линија која спаја врх његове губице, као и врхове леђног и аналног и периферију репног пераја треба да буде правилан круг.